# Casa del 47 del Carrer de Sant Joan

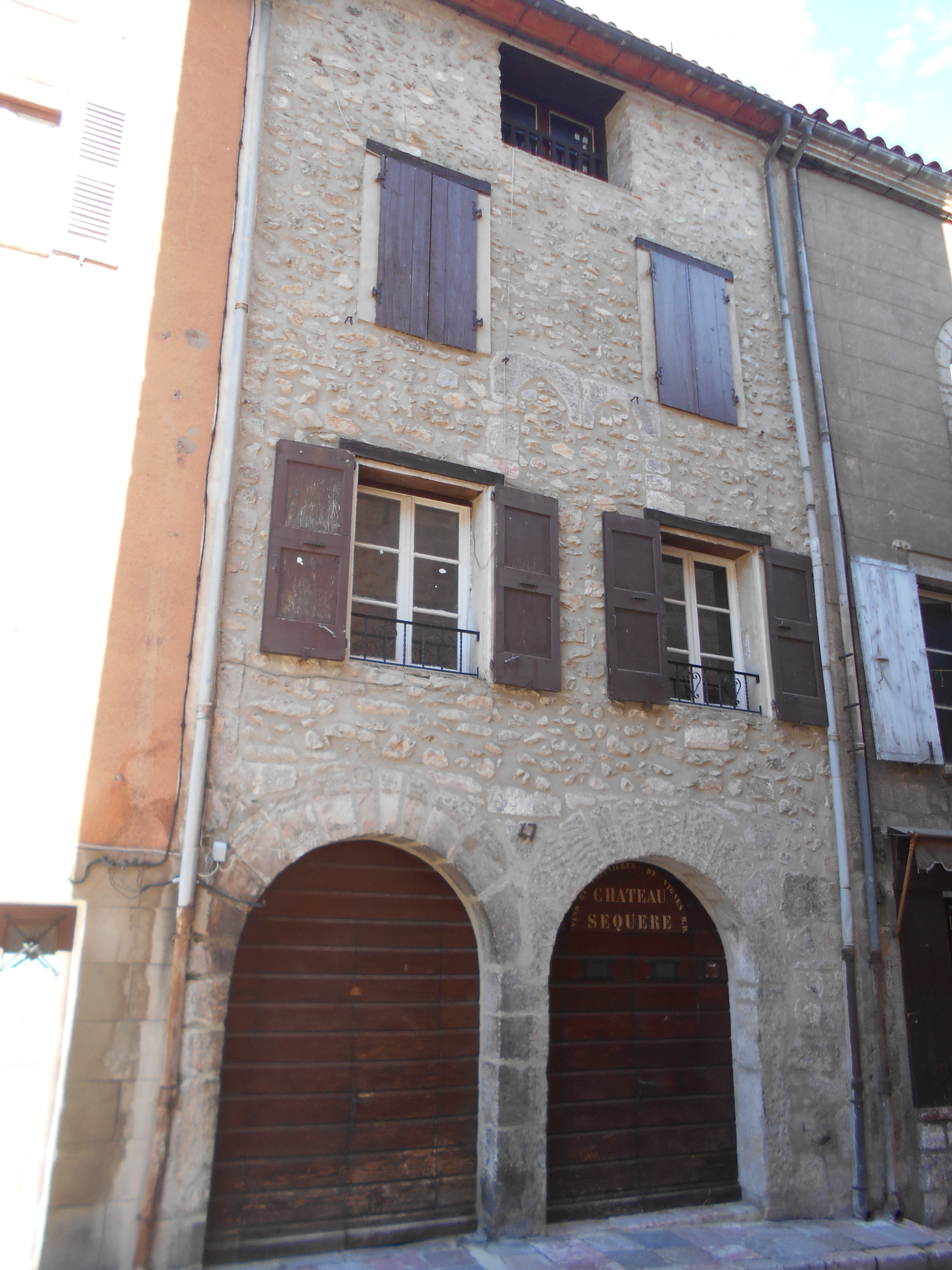
La casa, des de ponent

La Casa del 47 del Carrer de Sant Joan és un edifici medieval de la vila de Vilafranca de Conflent, de la comarca d'aquest nom, a la Catalunya del Nord.
Com el seu nom indica, és en el número 47 del carrer de Sant Joan, en el sector central - oriental de la vila. Li corresponen la parcel·la cadastral 50.

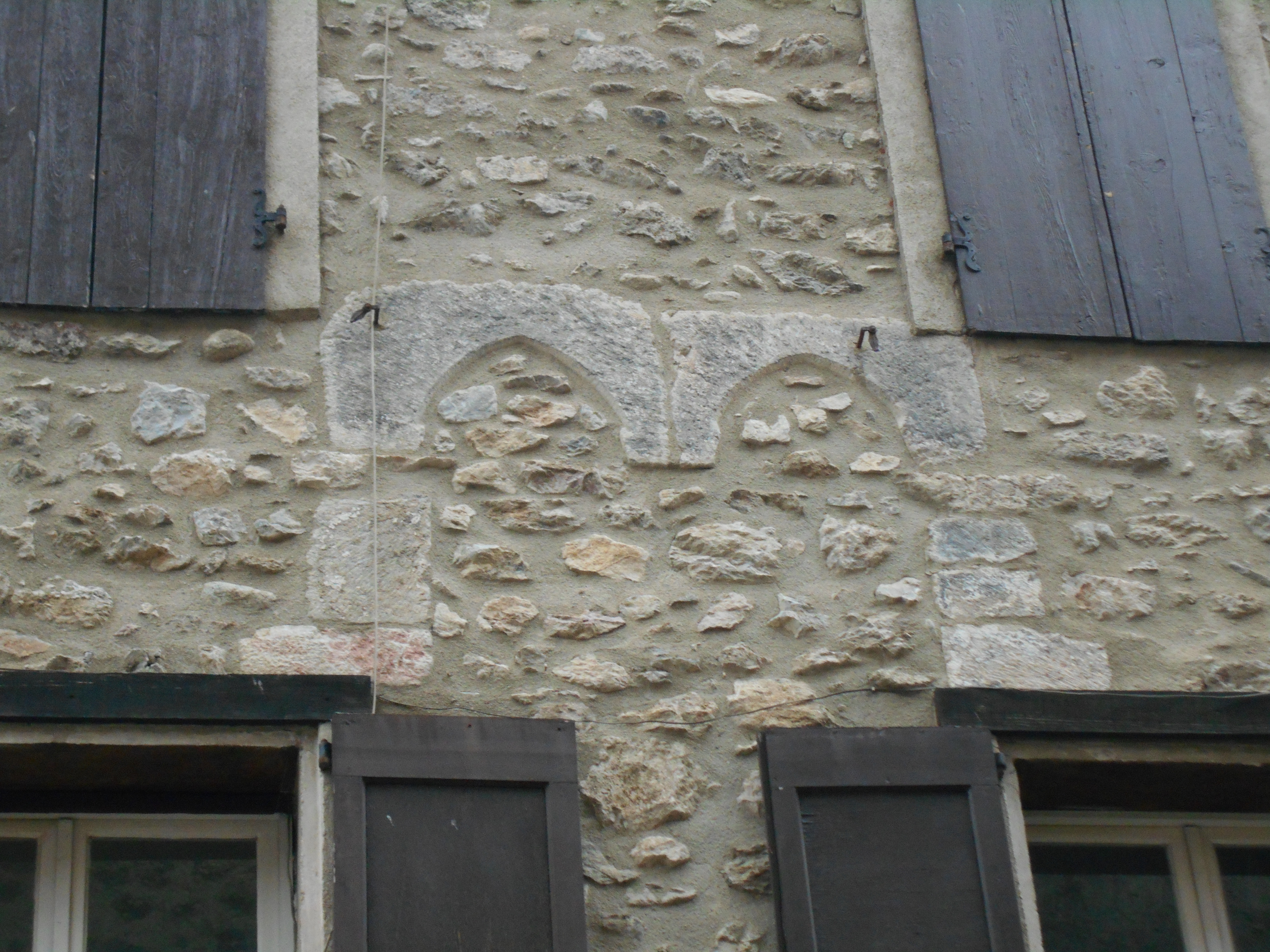
Detall de la finestra gòtica

Es tracta d'un edifici construït inicialment el segle xii, bastant remodelat el XIV i posteriorment. Només conserva la planta baixa amb l'aparell original, de pedra tallada; a partir del primer pis ha estat refet amb còdols, possiblement el segle xiv, data de la finestra, tapiada, que s'hi observa. A la planta baixa hi ha dues arcades de punt rodó, amb arestes vives i dovelles extradossades. Entre l'actual primer pis i el segon, hi ha vestigis d'una finestra geminada ogival.